# Pesa 611M
Pesa 611M – szerokotorowe spalinowe wagony inspekcyjne produkowane przez przedsiębiorstwo Pojazdy Szynowe Pesa Bydgoszcz. Na zamówienie Kolei Rosyjskich powstały 2 egzemplarze, dostarczone w 2013 roku.
15 października 2013 jeden z pojazdów osiągnął na trasie Moskwa – Petersburg prędkość 201 km/h, co jest największą prędkością spalinowego pojazdu szynowego polskiej produkcji.

## Historia

### Geneza
Pesa Bydgoszcz w 2001 rozpoczęła produkcję fabrycznie nowych pojazdów szynowych. Jako pierwszy powstał 214M – normalnotorowy spalinowy wagon silnikowy przeznaczony na rynek polski. W 2004 Pesa rozpoczęła realizację zamówień na pojazdy tego typu dla kolei szerokotorowych. Pierwsze dotyczyło wagonów dla Kolei Ukraińskich. Jednym z nich był wagon inspekcyjny 610M przeznaczony dla dyrektora generalnego Kolei Ukraińskich, a pozostałymi były 620M przeznaczone dla regularnego ruchu pasażerskiego.

### Realizacja zamówienia
12 października 2011, podczas 9. targów Trako w Gdańsku, przedstawiciele Pesy Bydgoszcz i Kolei Rosyjskich podpisali umowę na wyprodukowanie i dostarczenie dwóch pojazdów inspekcyjnych z opcją zamówienia kolejnych. Podpisana umowa zakładała wejście pociągów do eksploatacji przed Zimowymi Igrzyskami Olimpijskimi 2014 w Soczi.
Pod koniec czerwca 2013 ukończono wagon 611M-001, po czym na początku lipca odbywał on jazdy testowe na trasie Bydgoszcz – Inowrocław. W drugiej połowie lipca pojazd został przetransportowany do Rosji i 29 lipca 2013 rozpoczęto jego testy na torze Naukowo-Badawczego Instytutu Transportu Kolejowego (WNIIŻT) w Szczerbince.
Na początku sierpnia 2013 gotowy był wagon 611M-002. 15 października na trasie Moskwa – Petersburg osiągnął on prędkość 201 km/h, co jest największą prędkością spalinowego pojazdu szynowego polskiej produkcji. Jednocześnie prędkość konstrukcyjna wagonu w dokumentacji została ustalona na 180 km/h.

## Konstrukcja

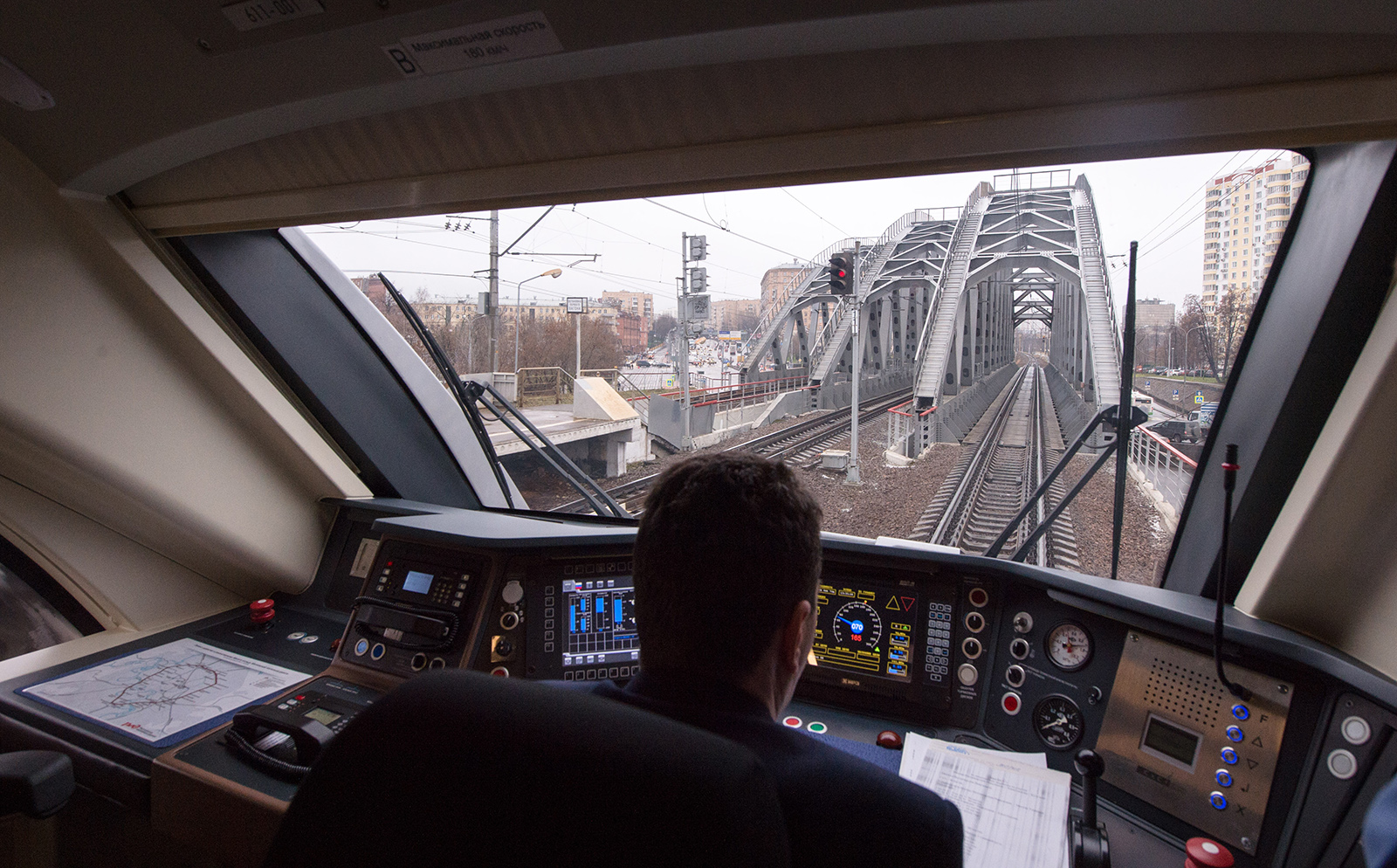
Kabina maszynisty

Wagon typu 611M to pojazd inspekcyjny dla kolei o rozstawie szyn 1520 mm, który jest rozwinięciem wagonu typu 610M eksploatowanego przez Koleje Ukraińskie.
Wagon jest wyposażony w dwa wózki napędowe oraz kabiny maszynisty na obu końcach, które przystosowane są do obsługi przez jedną osobę z dodatkowym miejscem dla pomocnika maszynisty i inspektora.
Po obu stronach pojazdu umiejscowione są sterowane elektrycznie pojedyncze drzwi odskokowo-przesuwne. Automatycznie wysuwane stopnie pozwalają na wsiadanie i wysiadanie na perony o różnych wysokościach. Pojazd jest klimatyzowany oraz ma okna zespolone gwarantujące wysoki poziom izolacji cieplnej i akustycznej, dzięki czemu możliwa jest praca w temperaturze od −40 do +40 °C.
Wnętrze pojazdu jest podzielone na: salkę konferencyjną – pomieszczenie z wyposażeniem multimedialnym, strefę pracy, część sypialną oraz w pełni wyposażoną część kuchenną do przygotowywania posiłków. Wagon jest wyposażony również w kabinę prysznicową i toaletę w układzie zamkniętym.
W pojeździe zainstalowane są systemy łączności obsługujące standardy: komunikacji satelitarnej, telefonu kolejowego (UKF (160 MHz), fale średnie (2 MHz), GSM-R, TETRA) i telefonii komórkowej (GSM/GPRS/EDGE/UMTS/LTE). Ponadto pojazd ma telewizję cyfrową i przemysłową.